# Эпштейн, Марк Исаевич
Ма́рк Иса́евич Эпште́йн (укр. Марко́ Іса́йович Епште́йн; настоящие имя и отчество — Моисе́й Цале́рович; 19 февраля [3 марта] 1899, Бобруйск, Минская губерния — 19 августа 1949, Москва, Московская область) — советский скульптор, график, живописец, сценограф и педагог еврейского происхождения, член правления киевского отделения Еврейского общества поощрения искусств с 1917 года, член Объединения современных художников Украины с 1925 года и член Союза художников Москвы.

## Биография
Родился 19 февраля (3 марта) 1899 года в городе Бобруйск (ныне Беларусь) в семье портного. Вскоре после его рождения семья переехала в Киев, где мальчик учился сначала в хедере. Зимой 1908 года во дворе из снега сделал большую статую Льва Толстого, вызвав восхищение многих горожан. В 1911—1912 годах он учился в Киевском художественном училище у Фёдора Балавенского и в 1911—1918 годах — в художественных студиях Александра Мурашко и Александры Экстер.
С 1918 года был членом Художественной секции, руководителем художественной студии и оформителем изданий киевской «Культур-Лиги», являлся инициатором основания Музея еврейского искусства. В течение 1924—1931 годов работал в должности заведующего Киевской еврейской художественно-промышленной школы. Среди его учеников: Ш. Коткес, Цфания Кипнис, Хаим Мастбаум, Григорий Ингер и другие. Являлся профессором Киевского художественного института, был консультантом Изогиза по разделу скульптуры.
В начале 1930-х годов был обвинён в национализме и формализме. После закрытия школы, в 1932 году переехал в Москву. До 1937 года работал в бригаде по созданию садово-парковых скульптур, консультантом в издательстве «Изобразительное искусство», возглавлял художественный совет еврейской драматической студии при клубе «Коммунист».
Во время Великой Отечественной войны, в 1941 году был эвакуирован во Фрунзе.
Умер в Москве 19 августа 1949 года, после обсуждения его произведений на художественном совете, где подвергся критике за элементы кубизма и экспрессионизма в своих произведениях.

Фотографии работ
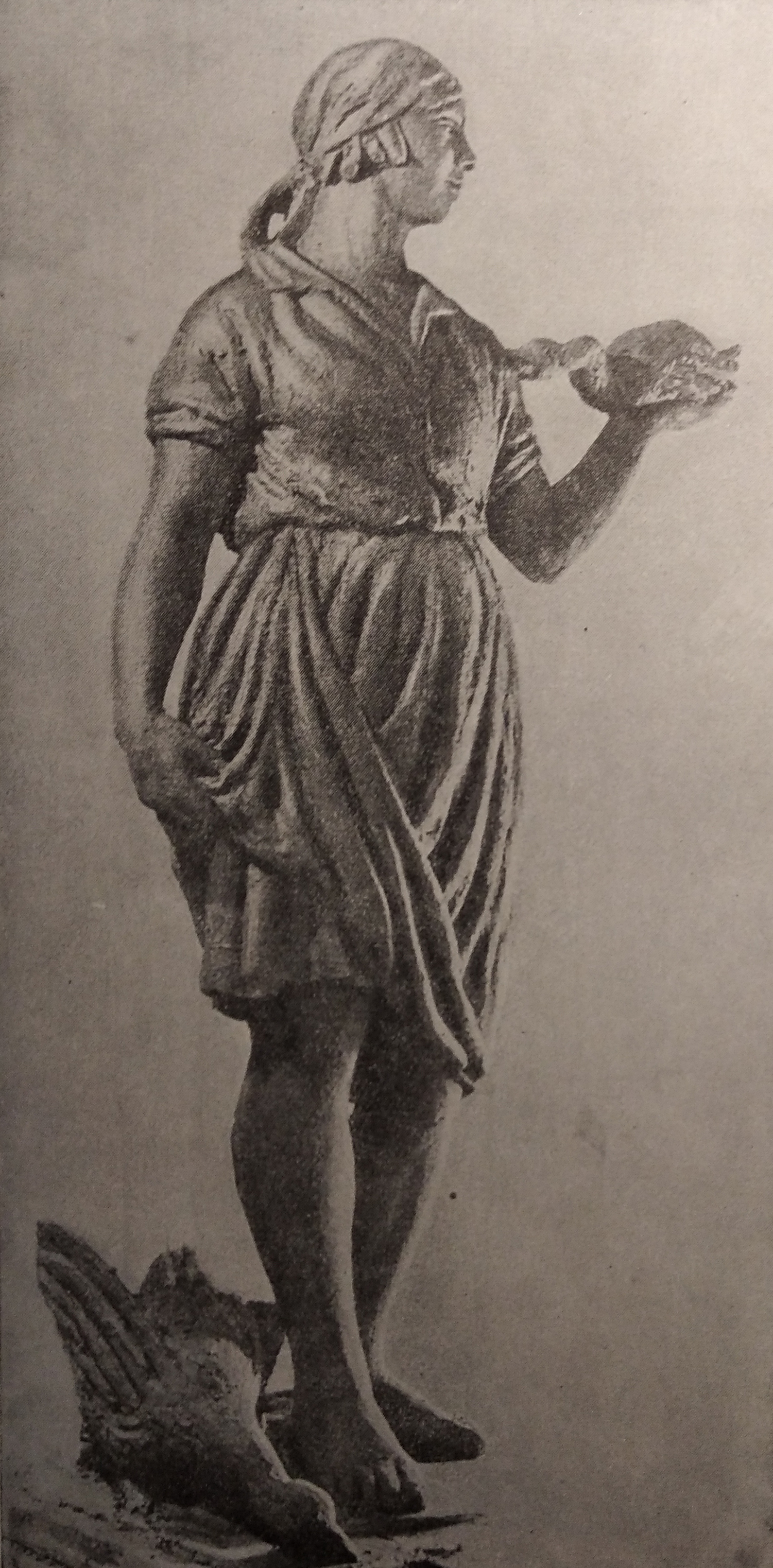
Женская фигура с гусями (1936)
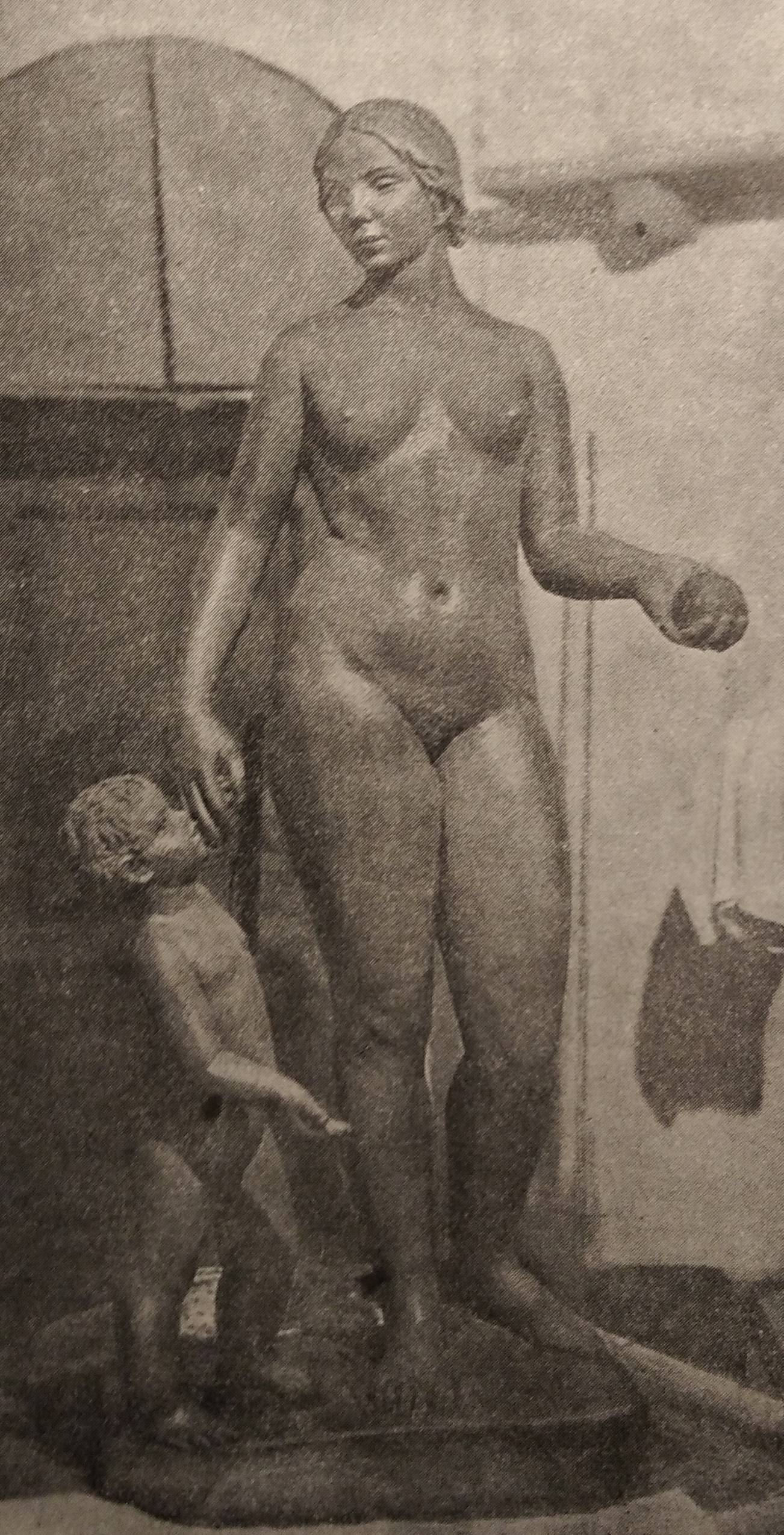
Мать с ребёнком (1936)
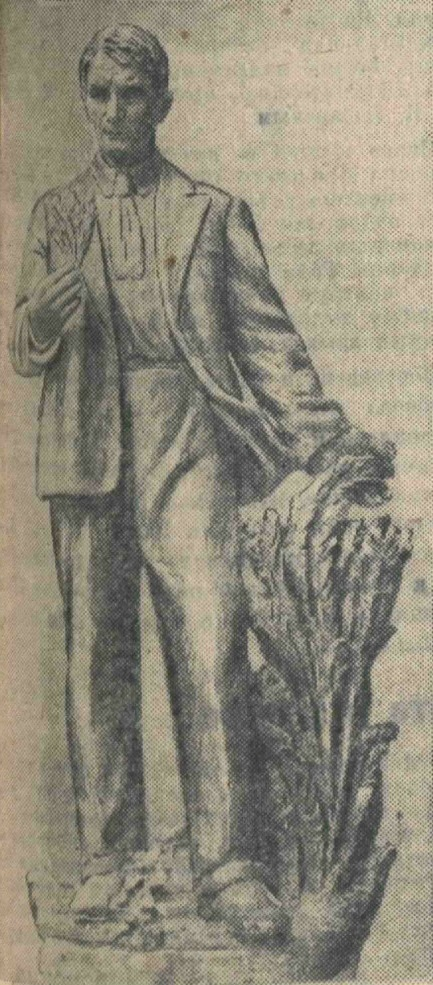
Скульптура Т. Д. Лысенко для ВСХВ (1939)